# Kosmatka

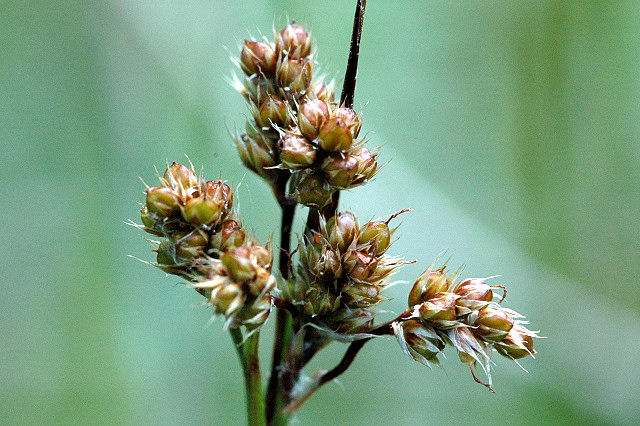
Kosmatka polna (L. campestris)

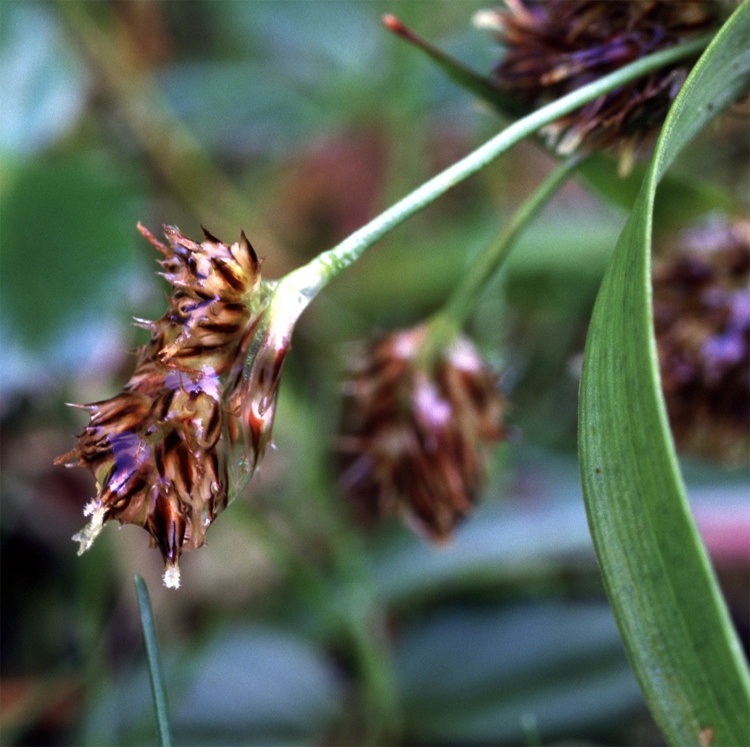
L. comosa

Kosmatka (Luzula DC.) – rodzaj roślin z rodziny sitowatych. Należą do niego 124 gatunki. Występują one na wszystkich kontynentach z wyjątkiem Antarktydy, zwykle w klimacie chłodnym, w strefie międzyzwrotnikowej na obszarach górskich. Do flory Polski należy 10 gatunków.

## Rozmieszczenie geograficzne
Kosmatki występują w strefie klimatu chłodnego na obu półkulach, w strefie międzyzwrotnikowej głównie na terenach górskich. Najliczniejsze są w strefie umiarkowanej i chłodnej Eurazji; tylko w Europie rośnie ich 31 gatunków, z czego 10 rośnie w Polsce. W Ameryce Północnej obecne są 23 gatunki, w Australii 15, z czego 12 to endemity, w Nowej Zelandii rośnie 13 gatunków rodzimych.
Gatunki flory Polski
- kosmatka blada (Luzula pallescens Sw.)
- kosmatka brunatna (Luzula alpinopilosa (Chaix) Breistr., syn. L. spadicea (All.) DC.)
- kosmatka gajowa (Luzula luzuloides (Lam.) Dandy & Wilmott, syn. L. nemorosa (Pollich) E. Mey.)
- kosmatka kłosowa (Luzula spicata (L.) Lam et DC.)
- kosmatka licznokwiatowa (Luzula multiflora (Retz.) Lej.)
- kosmatka olbrzymia (Luzula sylvatica (Hudson) Gaudin)
- kosmatka owłosiona (Luzula pilosa (L.) Willd.)
- kosmatka polna (Luzula campestris (L.) DC.)
- kosmatka sudecka (Luzula sudetica (Willd.) DC.)
- kosmatka żółtawa (Luzula luzulina (Vill.) Dalla Torre & Sarnth., syn. L. flavescens (Host) Gaudin)

## Morfologia
PokrójByliny, zwykle kępiaste, z kłączem najczęściej niemal pionowym, rzadko z rozłogami. Łodyga walcowata.
LiścieSkupione zwykle tylko u nasady łodygi. Z pochwą liściową zamkniętą u nasady. Blaszka liściowa płaska lub kanalikowata, bez języczka i poprzecznych przegród, na brzegu z wielokomórkowymi, białawymi włoskami.
KwiatyRzadko pojedyncze, zwykle skupione w wierzchotkach tworzących złożone kwiatostany luźne lub gęste na szczycie łodygi. Podsadki wspierające kwiatostan zwykle dwie, liściopodobne. U nasady gałązek kwiatostanu występują zredukowane 1–2 podsadki, natomiast u nasady szypułek kwiatowych 2–3 przysadki. Kwiaty są obupłciowe, trzykrotne, promieniste i drobne. Okwiat składa się z dwóch okółków po 3 listki. Pręcików jest 6 i zwykle są one krótsze od okwiatu. Pylniki są dwukomorowe, podługowate do równowąskich. Zalążnia powstaje z trzech owocolistków zrośniętych, jest jednokomorowa, górna, z trzema zalążkami. Szyjka słupka krótka.
OwoceKulistawa torebka, zwykle z dzióbkiem na szczycie. Zawiera trzy nasiona kuliste lub jajowate. Nasiona wyposażone są w białawy elajosom, często podobnej wielkości jak samo nasiono.

## Systematyka

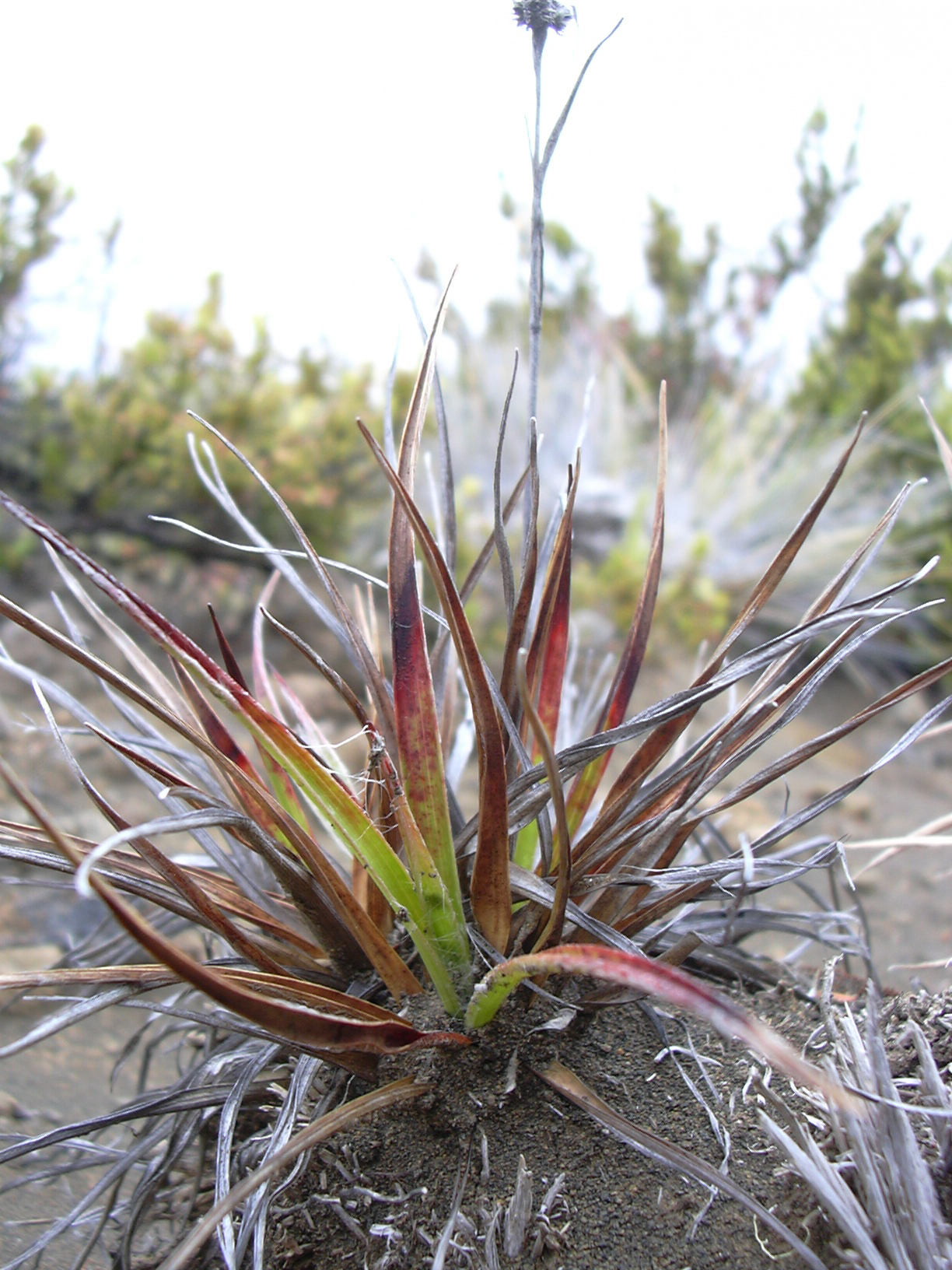
L. hawaiiensis

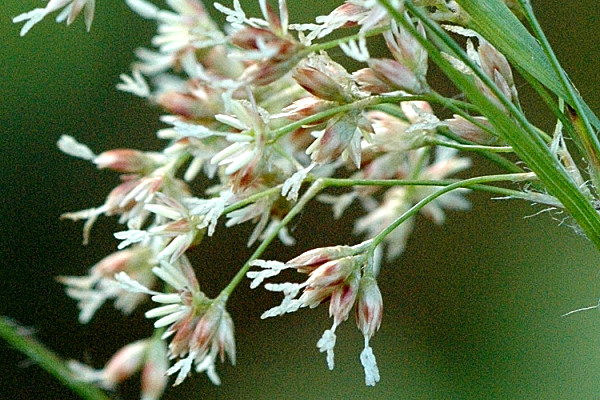
Kosmatka gajowa (Luzula luzuloides)

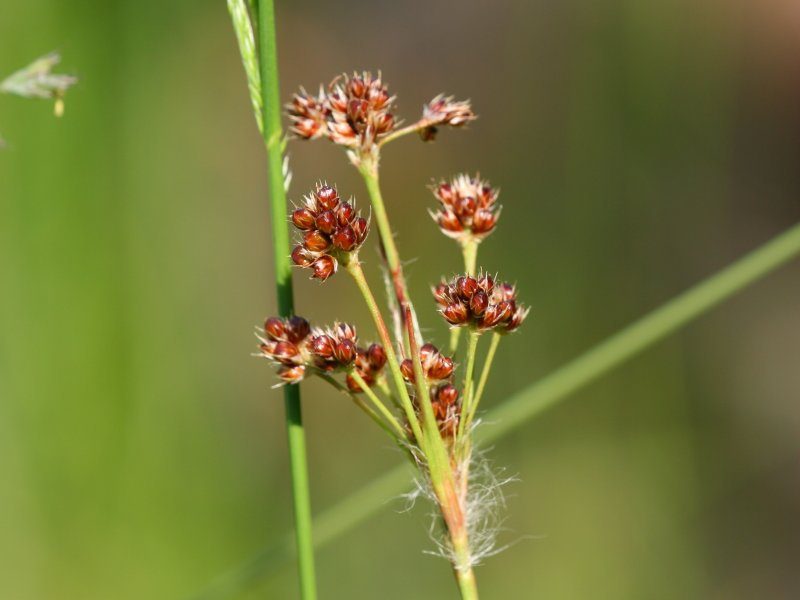
Kosmatka licznokwiatowa (Luzula multiflora)

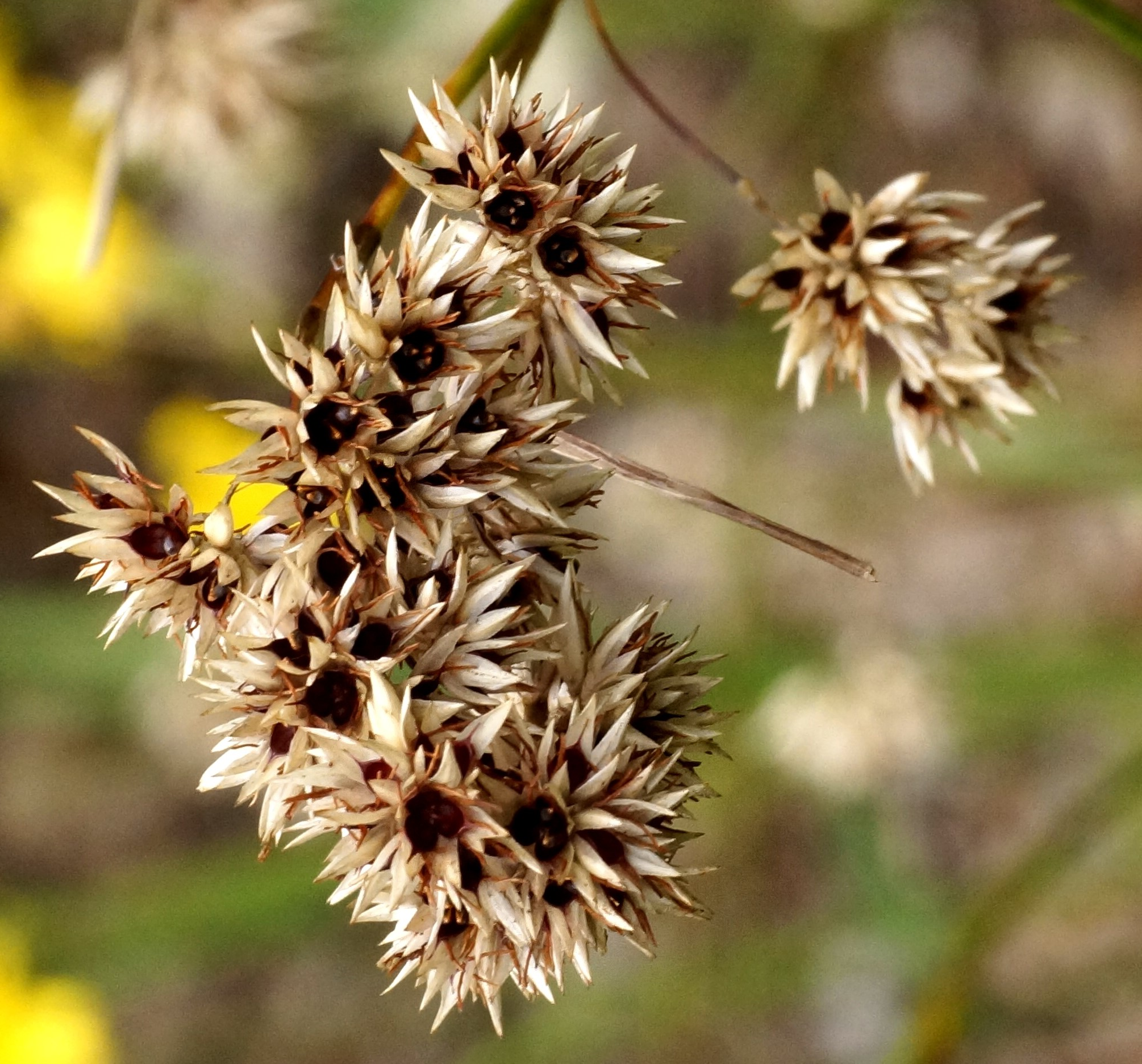
L. nivea

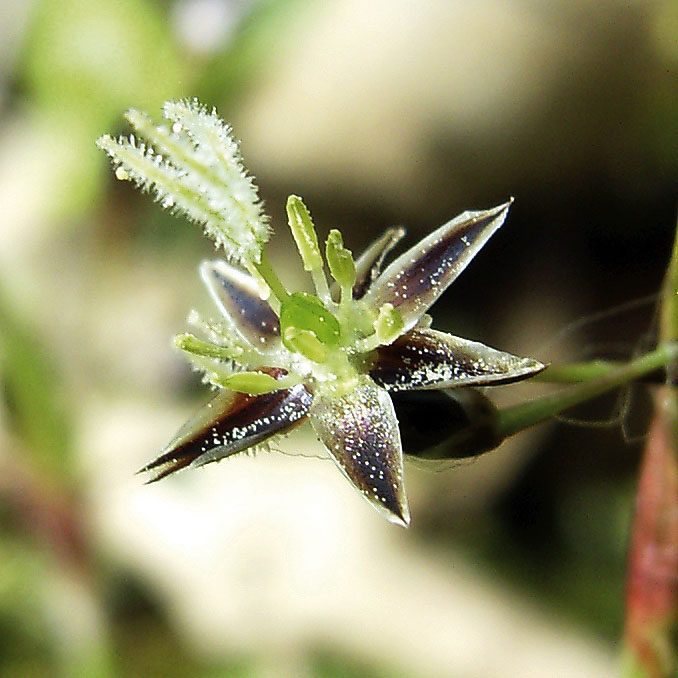
L. pilosa

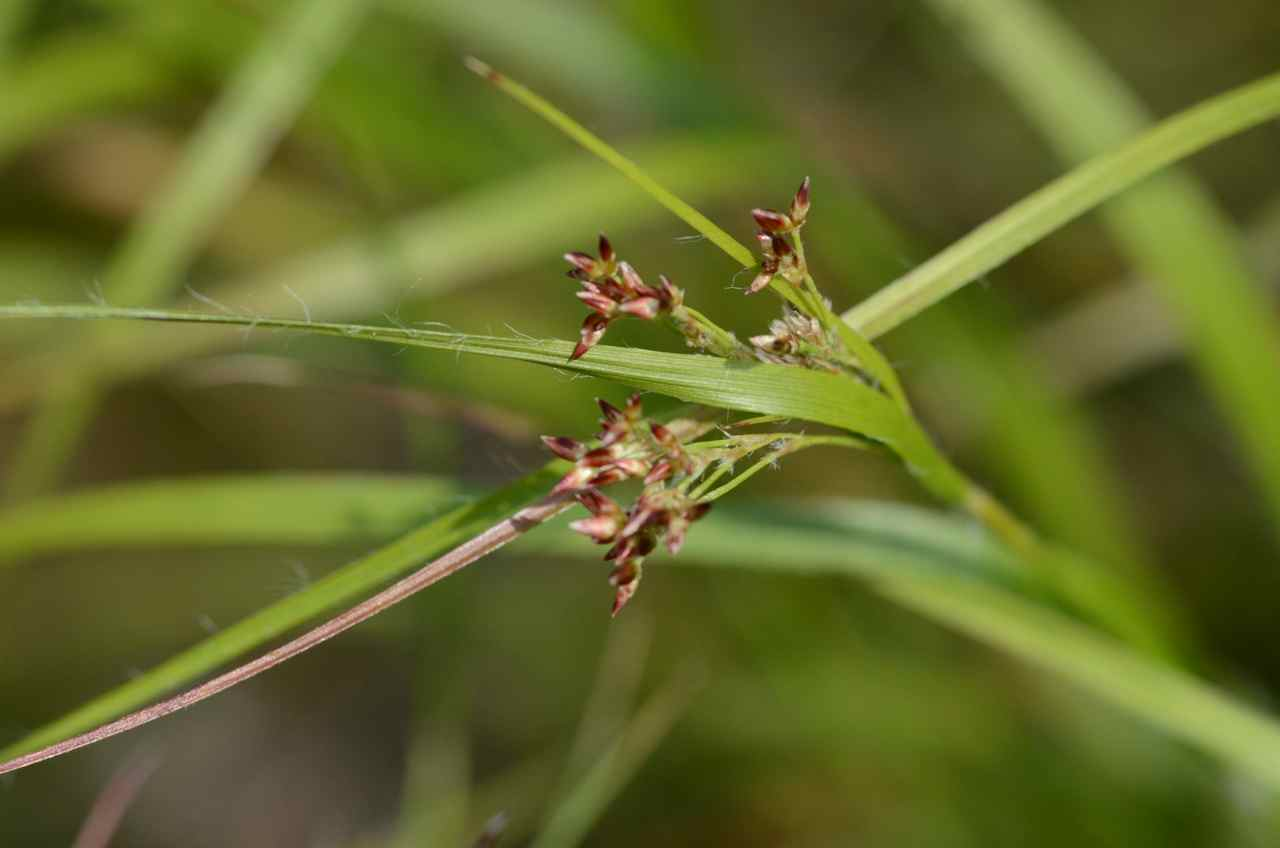
Kosmatka olbrzymia (Luzula sylvatica)

Rodzaj potwierdzony został w analizach filogenetycznych jako takson monofiletyczny. Rodzaj tradycyjnie dzielony był na trzy podrodzaje: Marlenia, Luzula i Pterodes. Podrodzaj Marlenia jest monotypowy (obejmuje tylko L. elegans) i zajmuje pozycję bazalną w obrębie rodzaju. Pozostałe podrodzaje oraz 7 sekcji, na które dzielony był podrodzaj Luzula, nie zostały potwierdzone jako monofiletyczne w analizach filogenetycznych.
Pozycja systematyczna
Rodzaj z rodziny sitowatych (Juncaceae) z rzędu wiechlinowców (Poales) stanowiącego jeden z kladów jednoliściennych (monocots).
Lista gatunków
- Luzula abchasica Novikov
- Luzula abyssinica Parl.
- Luzula acuminata Raf.
- Luzula acutifolia H.Nordensk.
- Luzula africana Drège ex Steud.
- Luzula alopecurus Desv.
- Luzula alpestris H.Nordensk.
- Luzula alpina Hoppe
- Luzula alpinopilosa (Chaix) Breistr. – kosmatka brunatna
- Luzula antarctica Hook.f.
- Luzula arcuata (Wahlenb.) Sw.
- Luzula atlantica Braun-Blanq.
- Luzula atrata Edgar
- Luzula australasica Steud.
- Luzula banksiana E.Mey.
- Luzula × bogdanii Kirschner
- Luzula bomiensis K.F.Wu
- Luzula × bornmuelleriana Kük.
- Luzula × borreri Bromf. ex Bab.
- Luzula brachyphylla Phil.
- Luzula brevispicata Knjaz.
- Luzula bulbosa (Alph.Wood) Smyth & L.C.R.Smyth
- Luzula caespitosa (J.Gay ex E.Mey.) Steud.
- Luzula calabra Ten.
- Luzula campestris (L.) DC. – kosmatka polna
- Luzula canariensis Poir.
- Luzula capitata (Miq. ex Franch. & Sav.) Kom.
- Luzula caricina E.Mey.
- Luzula cascadensis Zika
- Luzula celata Edgar
- Luzula chilensis Nees & Meyen ex Kunth
- Luzula colensoi Hook.f.
- Luzula comosa E.Mey.
- Luzula confusa Lindeb.
- Luzula congesta (Thuill.) Lej.
- Luzula crenulata Buchenau
- Luzula crinita Hook.f.
- Luzula × danica H.Nordensk. & Kirschner
- Luzula decipiens Edgar
- Luzula densiflora (H.Nordensk.) Edgar
- Luzula denticulata Liebm.
- Luzula desvauxii Kunth
- Luzula divaricata S.Watson
- Luzula divulgata Kirschner
- Luzula divulgatiformis Bacic & Jogan
- Luzula echinata (Small) F.J.Herm.
- Luzula ecuadoriensis Balslev
- Luzula effusa Buchenau
- Luzula elegans Lowe
- Luzula excelsa Buchenau
- Luzula exspectata Bacic & Jogan
- Luzula fallax Kirschner
- Luzula × favratii K.Richt.
- Luzula flaccida (Buchenau) Edgar
- Luzula formosana Ohwi
- Luzula forsteri (Sm.) DC.
- Luzula × gayana Font Quer & Rothm.
- Luzula gigantea Desv.
- Luzula glabrata (Hoppe) Desv.
- Luzula groenlandica Böcher
- Luzula × hasleri Murr
- Luzula hawaiiensis Buchenau
- Luzula × heddae Kirschner
- Luzula × hermannii-muelleri Asch. & Graebn.
- Luzula hitchcockii Hämet-Ahti
- Luzula × hybrida H.Lindb. ex Kirschner
- Luzula ignivoma Kirschner
- Luzula inaequalis K.F.Wu
- Luzula indica Kirschner
- Luzula jimboi Miyabe & Kudô
- Luzula × johannis-principis Murr
- Luzula johnstonii Buchenau
- Luzula kjellmaniana Miyabe & Kudô
- Luzula kobayasii Satake
- Luzula lactea (Link) E.Mey.
- Luzula leiboldii Buchenau
- Luzula leptophylla Buchenau & Petrie
- Luzula × levieri Asch. & Graebn.
- Luzula longiflora Benth.
- Luzula lutea (All.) DC.
- Luzula lutescens (Koidz.) Kirschner & Miyam.
- Luzula luzulina (Vill.) Racib. – kosmatka żółtawa
- Luzula luzuloides (Lam.) Dandy & Wilmott – kosmatka gajowa
- Luzula macrantha (S.Watson) Zika & B.L.Wilson
- Luzula mannii (Buchenau) Kirschner & Cheek
- Luzula masafuerana Skottsb.
- Luzula mauretanica (Maire & Trab.) Rivas Mart., Molero Mesa, Marfíl & G.Benítez
- Luzula × media Kirschner
- Luzula mendocina Barros
- Luzula meridionalis H.Nordensk.
- Luzula modesta Buchenau
- Luzula multiflora (Ehrh.) Lej. – kosmatka licznokwiatowa
- Luzula nipponica (Satake) Kirschner & Miyam.
- Luzula nivalis (Laest.) Spreng.
- Luzula nivea (L.) DC.
- Luzula nodulosa E.Mey.
- Luzula novae-cambriae Gand.
- Luzula odaesanensis Y.N.Lee & Chae ex M.Kim
- Luzula oligantha Sam.
- Luzula orestera Sharsm.
- Luzula ostenii (Mattf.) Herter
- Luzula ovata Edgar
- Luzula pallescens Sw. – kosmatka blada
- Luzula papuana M.E.Jansen
- Luzula parviflora (Ehrh.) Desv.
- Luzula pedemontana Boiss. & Reut.
- Luzula pediformis (Chaix) DC.
- Luzula peruviana Desv.
- Luzula × pfaffii Murr
- Luzula philippinensis M.E.Jansen
- Luzula picta A.Rich.
- Luzula pilosa (L.) Willd. – kosmatka owłosiona
- Luzula pindica (Hausskn.) Chrtek & Krísa
- Luzula piperi (Coville) M.E.Jones
- Luzula plumosa E.Mey.
- Luzula poimena W.M.Curtis
- Luzula pumila Hook.f.
- Luzula purpureosplendens Seub.
- Luzula racemosa Desv.
- Luzula × romanica J.Dvorák & Vorel
- Luzula rufa Edgar
- Luzula rufescens Fisch. ex E.Mey.
- Luzula ruiz-lealii Barros
- Luzula seubertii Lowe
- Luzula × sichuanensis K.F.Wu
- Luzula × somedana Fern-Carv. & Fern.Prieto
- Luzula spicata (L.) DC. – kosmatka kłosowa
- Luzula stenophylla Steud.
- Luzula subcapitata (Rydb.) H.D.Harr.
- Luzula subcongesta (S.Watson) Jeps.
- Luzula subsessilis (S.Watson) Buchenau
- Luzula sudetica (Willd.) Schult. – kosmatka sudecka
- Luzula sylvatica (Huds.) Gaudin – kosmatka olbrzymia
- Luzula taiwaniana Satake
- Luzula taurica (V.I.Krecz.) Novikov
- Luzula traversii (Buchenau) Cheeseman
- Luzula tristachya Desv.
- Luzula ulei Buchenau
- Luzula ulophylla (Buchenau) Cockayne & Laing
- Luzula × vinesii Murr
- Luzula vulcanica Liebm.
- Luzula wahlenbergii Rupr.
- Luzula × wettsteinii Buchenau
- Luzula × winderiae Murr